# Polo à bicyclette
Pour les articles homonymes, voir Polo (homonymie).

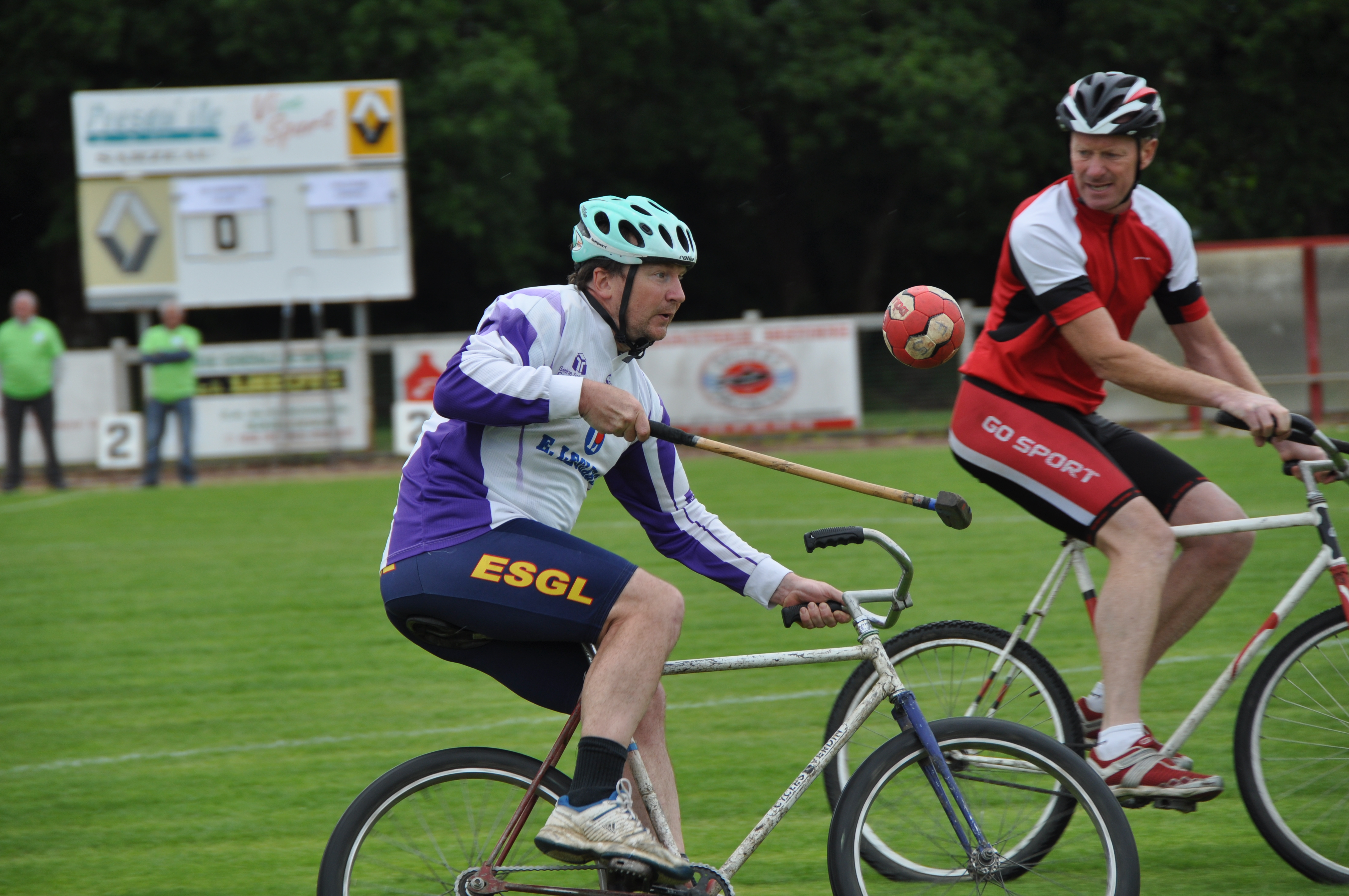
Championnat de France 2013

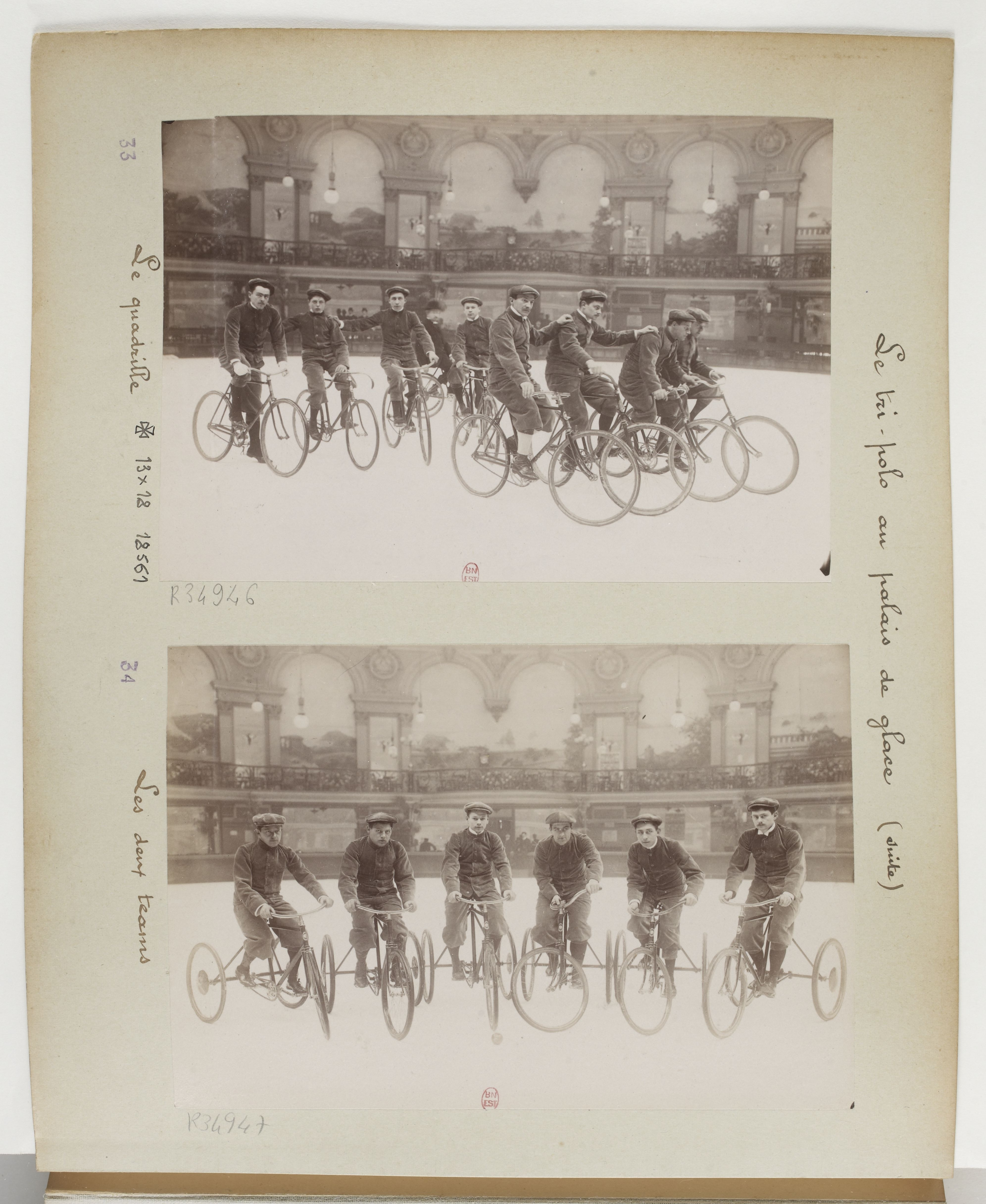
...tri-polo, au Palais des Glaces en 1898.

Le polo-vélo ou polo à bicyclette (ou par anglicisme bike polo, cycle polo ou bicycle polo), est une variante du polo à cheval se pratiquant à bicyclette avec un maillet pour diriger une balle vers les buts adverses sur un terrain en herbe de la taille d'un terrain de football ou de rugby. Il a été inventé en Irlande en 1891 par Richard J. Mecredy, ancien cycliste recordman du monde de l'heure sur piste derrière entraîneur et alors journaliste sur l'automobile et le cyclisme,.
Il a été le premier sport de démonstration aux Jeux olympiques de 1908 à Londres. En France, il a parfois été confondu avec le cycle-balle avant la première guerre mondiale (le cycle-balle se joue sans maillet).

## Histoire
En France, Henri Durig crée en 1925 le Polo-vélo club français et le Polo-vélo club de Paris. Toutefois, la faible nombre adhérents permet seulement d'organiser des matchs de démonstration. C’est d’Ivry-sur-Seine qu’une impulsion plus large est donnée avec la création, en 1927, d'une section polo-véliste par la Fédération sportive du travail (FST), proche du Parti communiste. La fédération organise en 1928 son premier championnat de Paris, rassemblant des clubs ouvriers de la proche banlieue.
Les années 1930 sont considérées comme l'age d'or de ce sport en France. Ne voulant pas laisser ce sport aux seuls communistes et socialistes, l’Union vélocipédique de France (UVF), « fédération bourgeoise », crée une commission de polo-vélo et publie ses propres règles en 1932. La FST reste cependant le moteur de la popularisation du polo-vélo en France. Elle multiplie les compétitions : challenge Karl-Marx, coupe de la Seine, coupe Spartacus, coupe du bloc ouvrier et paysan, coupe Thälmann (du nom d’Ernst Thälmann, un communiste allemand arrêté en 1933 par les nazis et exécuté à Buchenwald) ou coupe Paul-Roussenq, en hommage militant anarchiste longuement incarcéré pour ses opinions.
Une rencontre entre clubs UVF et FST est organisée en août 1934 à Arcueil, symbolisant les approches différentes du vélo-vélo entre les deux fédérations, l'une cherchant à mettre l'accent sur la fraternité et l'autre insistant davantage sur l’esprit de compétition. Les règles de l’UVF, appliquées durant la rencontre, permettaient notamment de charger les joueurs adverses.
La popularité du polo-vélo décline à partir de la fin des années 1950, jusqu'à quasiment disparaitre dans les années 1970. En 1984, un championnat d’Île-de-France est réactivé, tandis qu’à l’échelle mondiale l’International Bicycle Polo Championship voit le jour en 1996. Créée en 2001, l’équipe de France le remporte en 2005.

## Les règles[4]
Le polo-vélo se joue à 4 ou 5 joueurs. 
Dans sa version à 5 joueurs, deux équipes de 5 joueurs équipés de maillets s'affrontent sur des vélos, y compris le gardien de but. Le match compte sur deux périodes de 30 minutes chacune. Chaque équipe tente de marquer un maximum de buts à son adversaire sur un terrain dont les dimensions sont de l'ordre de 100 m de long sur 60 m de large. Seul l'arbitre est à pied.
Chaque joueur est équipé d'un VTT ou d'un BMX ou, pour certains joueurs, d'un vélo à pignon fixe ainsi que d'un maillet tenu dans la main droite. À l'aide du maillet, les joueurs tentent de diriger une balle en cuir identique à celle utilisée en handball (taille 0) vers une cage de but de 5 mètres de large (4 m. à l'international) et de 2,5 mètres de haut. Il est interdit de jouer la balle en mettant pied à terre ou en provoquant une situation dangereuse. Le joueur peut dribbler, jongler ou jouer la balle avec ses roues. Le droit de passage est donné à celui qui suit ou qui possède le ballon. Le casque est obligatoire.
Dans sa version à 4 joueurs, les deux équipes de 4 joueurs (sans gardien de but) s'affrontent pareillement à la version à 5 joueurs, à ceci près que :
- chaque joueur est limité à 3 touchers de balles de suite avec le maillet (limitant ainsi le jonglage),
- le terrain est long de 150 m et large de 100 m (contre 100 X 60 m pour la version à 5 joueurs),
- les poteaux de but sont espacés de 4 m et ne comprennent pas de barre transversale,
- le droit de passage est donnée au joueur qui est dans la ligne de la balle (comme au polo à cheval), ce qui n'est pas forcément le dernier joueur ayant touché la balle,
- les corners se tirent à l'intérieur du terrain (et non en coin) sur la ligne des 45 mètres.
- Deux arbitres de champs officient à vélo, un arbitre-référent officie sur la touche uniquement en cas de désaccord entre les deux arbitres de champs.

## Les compétitions[6]
Le polo-vélo est reconnue depuis 2002 par l'Union Cycliste Internationale mais, jusqu'à présent, les compétitions internationales ne sont pas organisées sous son égide. 

### Palmarès du Championnat International (polo-vélo à 4 joueurs)
Un championnat international se joue depuis 1996 entre les meilleures équipes du monde.
| année | lieu d'organisation     | médaille d'or                             | médaille d'argent                           | médaille de bronze                        |
| ----- | ----------------------- | ----------------------------------------- | ------------------------------------------- | ----------------------------------------- |
| 1996  | Richland (États-Unis)   | Inde (équipe nationale)                   | États-Unis d'Amérique (A.B.P.A. Richland A) | Canada (Jericho C.P.A.)                   |
| 1999  | Vancouver (Canada)      | Inde (équipe nationale)                   | États-Unis d'Amérique (A.B.P.A. Richland)   | Canada (Jericho C.P.A. 1)                 |
| 2000  | New Dehli (Inde)        | Inde (équipe nationale)                   | Canada (Jericho C.P.A.)                     | États-Unis d'Amérique (A.B.P.A. Richland) |
| 2001  | Londres (Royaume-Uni)   | Inde (équipe nationale)                   | Canada (Jericho C.P.A.)                     | France (équipe nationale)                 |
| 2002  | Les Lilas (France)      | Canada (Jericho C.P.A.)                   | France (équipe nationale 1)                 | Inde (équipe nationale 1)                 |
| 2003  | Vero Beach (États-Unis) | Canada (Jericho C.P.A.)                   | États-Unis d'Amérique (A.B.P.A. Richland)   | France (équipe nationale)                 |
| 2004  | Vancouver (Canada)      | États-Unis d'Amérique (A.B.P.A. Richland) | France (équipe nationale)                   | Inde (équipe nationale 1)                 |
| 2005  | Aiken (États-Unis)      | France (équipe nationale)                 | États-Unis d'Amérique (Aiken B.P.)          | Canada (Jericho C.P.A.)                   |
| 2006  | Kennewick (États-Unis)  | Canada (Jericho C.P.A.)                   | États-Unis d'Amérique (Unionville B.P.)     | France (équipe nationale)                 |
| 2015  | Aiken (États-Unis)      | États-Unis d'Amérique (Aiken B.P.)        | France (équipe nationale)                   | Canada (Jericho C.P.A.)                   |
| 2016  | Jaipur (Inde)           | Inde (équipe nationale)                   | Royaume-Uni (Chelsea P.)                    | Malaisie (équipe nationale)               |

### Palmarès de la Coupe d'Europe des clubs (polo-vélo à 5 joueurs)
Une Coupe d'Europe des clubs a été mise en place en 2007, basée généralement sur 3 tournois disputés au Royaume-Uni, en Irlande, en France ou en Allemagne.
| année | médaille d'or                     | médaille d'argent                 | médaille de bronze            |
| ----- | --------------------------------- | --------------------------------- | ----------------------------- |
| 2007  | V.C. Frileuse-Sanvic (France)     | Pédales Varengevillaises (France) | E.S. Gervais-Lilas (France)   |
| 2008  | Pédales Varengevillaises (France) | V.C. Frileuse-Sanvic (France)     | Dublin P. (Irlande)           |
| 2009  | V.C. Frileuse-Sanvic (France)     | Pédales Varengevillaises (France) | Oakenden B.P. (Royaume-Uni)   |
| 2010  | V.C. Frileuse-Sanvic (France)     | Pédales Varengevillaises (France) | E.S. Gervais-Lilas (France)   |
| 2011  | Pédales Varengevillaises (France) | V.C. Frileuse-Sanvic (France)     | E.S. Gervais-Lilas (France)   |
| 2012  | Pédales Varengevillaises (France) | V.C. Frileuse-Sanvic (France)     | Oakenden B.P. (Royaume-Uni)   |
| 2014  | Pédales Varengevillaises (France) | V.C. Frileuse-Sanvic (France)     | Oakenden B.P. (Royaume-Uni)   |
| 2015  | Pédales Varengevillaises (France) | V.C. Frileuse-Sanvic (France)     | Oakenden B.P. (Royaume-Uni)   |
| 2016  | Pédales Varengevillaises (France) | Oakenden B.P. (Royaume-Uni)       | V.C. Frileuse-Sanvic (France) |

### Championnat de France (polo-vélo à 5 joueurs)
Pour la France, un championnat de France est disputé chaque année au sein de la Fédération française de cyclisme depuis 1931.

### Autres compétitions
Différents tournois, coupes et championnats régionaux, nationaux et internationaux sont organisées chaque année en France, au Royaume-Uni, en Irlande, en Allemagne, au Canada, aux États-Unis, au Pakistan, en Malaisie, au Sri Lanka et en Inde principalement.

## Le hardcourt bike polo

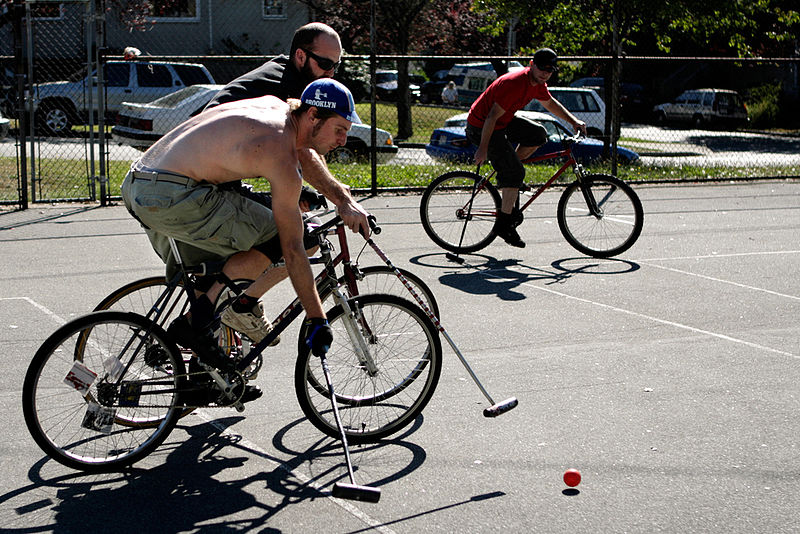

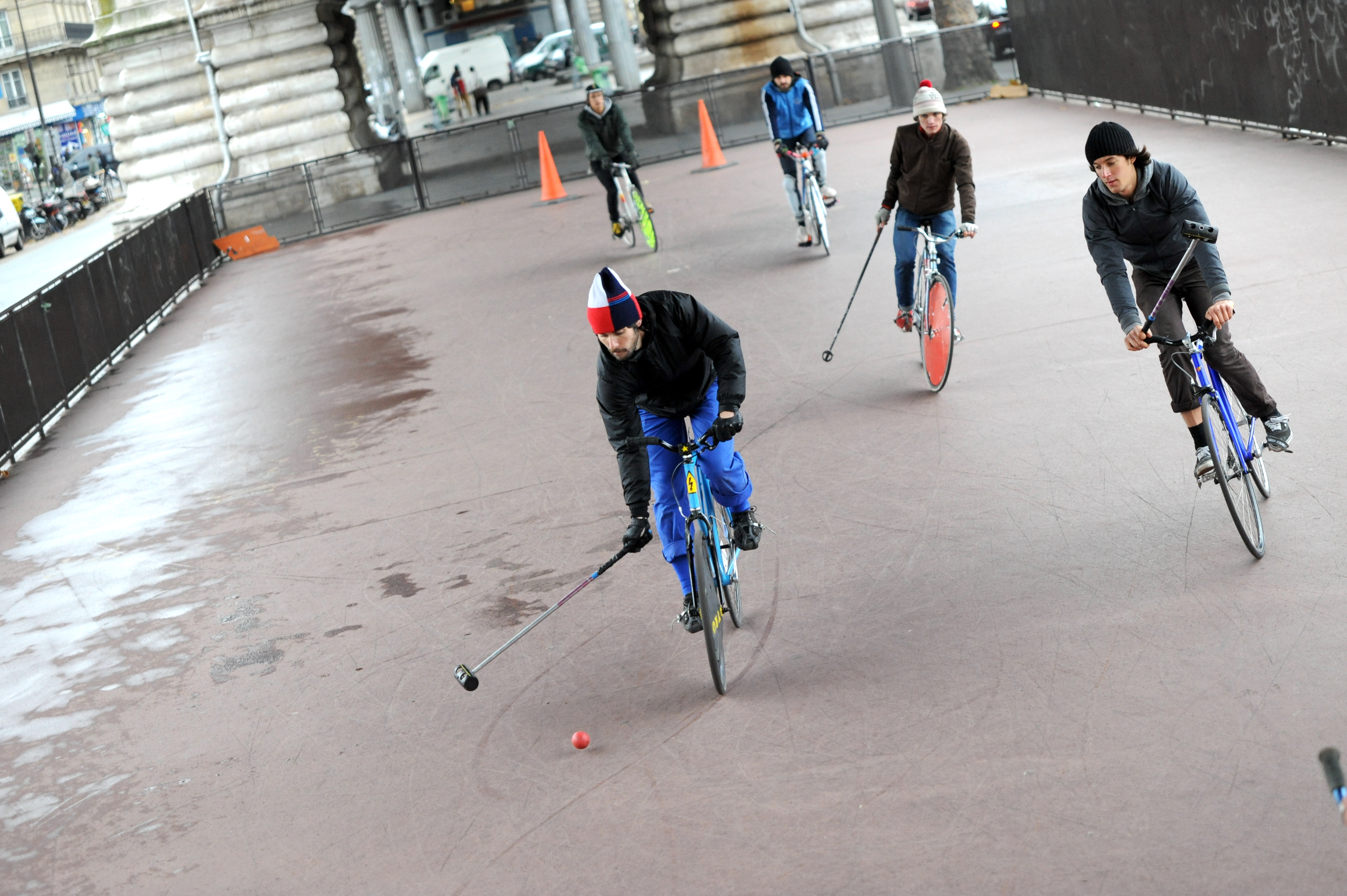
Joueurs de bike polo, le 29 novembre 2009 dans le quartier parisien de Stalingrad.

Dans les années 2000, une autre version du polo à vélo est apparu à Seattle, le hardcourt bike polo. Le hardcourt bike polo, littéralement polo à vélo sur terrain dur, a très vite conquis l'Europe par le biais des coursiers à vélo et du développement des vélos à pignon fixe.
Le hardcourt bike polo oppose 2 équipes de 3 joueurs sur des surfaces bétonnées, le plus souvent des terrains de tennis, des rinks de street hockey ou un simple parking.
Pour l'équipement, il faut bien évidemment un vélo, un maillet qui est le plus souvent bricolé à partir d'un bâton de ski et d'un morceau de tube PVC, une balle de street hockey et de quoi matérialiser les buts d'une largeur légèrement supérieure à la longueur d'un vélo.
Bien que les règles évoluent chaque année, il existe quelques règles fondamentales :
- Un match oppose 2 équipes de 3 joueurs, sans possibilité de remplacement.
- L'équipe vainqueur est celle qui inscrit le plus rapidement 5 buts ou qui a le score le plus élevé après 10 minutes de jeu.
- Pour qu'un tir soit valide, il doit être effectué avec le bout du maillet et non avec le côté le plus large (qui est généralement utilisé pour contrôler la balle ou faire une passe) ; si cette condition n'est pas respectée, on dit qu'il y a « shuffle », le but n'est pas accordée et le jeu continue.
- Il est interdit de poser le pied à terre, sinon il y a « foot down » ; le joueur doit alors aller taper avec son maillet le centre du terrain ; on appelle ceci un "tap out".
- Lorsqu'une équipe marque un but, elle doit retourner dans sa moitié et attendre que l'équipe adverse passe la moitié du terrain pour que le jeu reprenne.
- Les seuls contacts autorisés sont : corps contre corps, vélo contre vélo et maillet contre maillet.